# Матильда де Браоз
Матильда (Мод) де Браоз, леди Брамбер (англ. Maud de Braose, Lady of Bramber; ок. 1155—1210) — жена Уильяма де Браоза, 4-го лорда Брамбера, участника похода и фаворита короля Иоанна Безземельного. Позже она навлекла на себя гнев и враждебность короля, из-за чего, впоследствии, была заморена голодом вместе со своим старшим сыном в подземелье замка Корф.
О ней упоминается во многих валлийских мифах и легендах, известна в истории как Матильда де Браоз, или Молл Уоллби и Леди из Хэя.

## Биография
Родилась примерно в 1155 году во Франции в семье Бернара де Сен-Валери из Хинтон Уолдрист, графство Беркшир (в настоящее время Оксфордшир). Её дедом был Реджинальд де Сен-Валери (ум.1162).
Приблизительно в 1170/75 году вышла замуж за Уильяма де Браоза, 4-го лорда Брамбера, 7-го барона Абергавенни, лорда Раднора, Бильта и Брекона, лорда Гоуэра (с 1203); лорда Лимерика (с 1201), лорда Уайткасла, Скенфрита и Гросмонта; шерифа Херефордшира и юстициара Глостершира (с 1206 года). Мод поддерживала военные амбиции своего мужа, и он поставил её во главе замка Хэй и прилегающей территории. Она часто упоминается в истории как Леди из Хэя. В 1198 году Мод защитила замок Пайнс в Элфейле от массированного нападения валлийцев во главе с Гвенвинвином ап Оуайном, правителем Поуиса. Она успешно сдерживала силы Гвенвинвина в течение трёх недель, пока не прибыло английское подкрепление. Более трёх тысяч валлийцев было убито. Замок Пайнс был назван местными жителями замком Матильды.
У Мод и Уильяма предположительно было 16 детей:
- Матильда (Мод) де Браоз (ум. 21 декабря 1209)[3], замужем (с 1189 года) за Грифидом ап Рисом II (ум. 1201), сыном Риса ап Грифида, короля Дехейбарта;
- Уильям де Браоз (ум. 1210)[3], арестован вместе с матерью в 1210 году по приказу Иоанна Безземельного, и умер, вероятно, от голода в Виндзорском замке; был женат на Мод де Клер, дочери Ричарда де Клера, 3-го графа Хартфорда;
- Жиль де Браоз (ум. 13 ноября 1215)[3], епископ Херефорда (с 1200), барон Абергавенни (с 1215), один из руководителей баронского движения против короля Иоанна Безземельного в 1213—1215 гг.;
- Маргарет де Браоз (1175/85—ум. после 1255)[3], была замужем за Уолтером де Ласи, лордом Мита;
- Лоретта де Браоз (ум. после 1266)[3], была замужем за Робертом де Бомоном, 4-м графом Лестером;
- Элинор (Аннора) де Браоз (ум. после 26 января 1241)[3], была замужем за Хью де Мортимером;
- Филипп де Браоз[3], был женат на Матильде де Пон де л’Арш;
- Рейнольд (Реджинальд) де Браоз (ум. 5 мая 1227/9 июня 1228)[3], его первой женой была Грейс, дочь Уильяма Брюэра, второй — Гвладис Ди, дочь Лливелина ап Иорверта.

О других детях информации нет.

## Вражда с королём
Король Джон (Иоанн Безземельный) призвал своего племянника Артура I, герцога Бретани, показаться при дворе, но получив отказ, напал на замок, в котором он находился, и взял Артура в плен. В 1203 году Артур попал под надзор Уильяма де Браоза в Руане, где и умер. Предположительно, его убил сам король, а затем труп юноши бросили в Сену.
Король намеревался скрыть свою причастность к убийству, но в 1208 году Мод де Браоз публично высказала нескромные замечания, касавшиеся убийства Артура, что стало причиной ссоры короля Джона и Уильяма де Браоза. Король потребовал в качестве гарантии верности, его жену Мод и старшего сына, Уильяма. Мод де Браоз отказалась, в присутствии королевских офицеров заявив, что «не оставит своих детей у короля, который убил своего племянника».
Позже Мод поняла, что совершила большую ошибку, попыталась загладить свою вину и отправила стадо из четырёх сот голов крупного рогатого скота. Но король не принял извинений и быстро повел свои войска на границы валлийских земель и захватил все замки, которые принадлежали Уильяму де Браозу. Почувствовав опасность Мод и её старший сын Уильям бежали в Ирландию, надеясь найти укрытие в замке её дочери Маргарет. В 1210 году король Иоанн отправил экспедицию в Ирландию. Мод и сын Уильям бежали, но были задержаны на побережье графства Антрим, при попытке отплыть в Шотландию. Какое-то время их держали в замке Каррикфергус, а затем по приказу короля они были переправлены в Англию.

## Заключение в замке Корф
Сначала Мод и её сын Уильям были заключены в Виндзорском замке, но вскоре переведены в замок Корф в графстве Дорсет, где они были помещены в подземелье. Мод и Уильям умерли голодной смертью.
Её муж, Уильям де Браоз, умер год спустя, в изгнании во Франции, куда он ушел под видом нищего, чтобы избежать мести короля за его союз с Лливелином Великим, который помогал Уильяму в открытом восстании против короля, что расценивалось как государственная измена. Похоронен в Париже, в аббатстве Сен-Виктор.
Дочь Мод де Браоз, Маргарет де Лейси, основала монастырь в Херефордшире в память о матери. За 10 дней до своей смерти 10 октября 1216 года, король Джон, передал Маргарет 3 гектара земли в королевском лесу Херефордшира для постройки монастыря.
Мод де Браоз есть во многих валлийских мифах и легендах. Есть легенда, которая гласит, что Мод принесла в переднике камни и построила замок Хей одной рукой за одну ночь. Также в этой легенде было упоминание о её росте: она была крайне высока и часто надевала доспехи ведя в бой войска.
В современных записях её описывают как очень мудрую, красивую, храбрую и энергичную женщину. Она постоянно вела войну, завоевав большую часть Уэльса.
Стойкость, с которой Мод и её сын Уильям встретили смерть, стала причиной возмущения английской знати, вследствие чего была создана Великая хартия вольностей, которую король Иоанн был вынужден подписать в 1215 году. В пункте 39 говорится:
«Ни один человек в королевстве не может быть объявлен вне закона, изгнан или каким-либо способом уничтожен. Его нельзя преследовать, кроме как по законному приговору его пэров или по закону земли».

## Образ в искусстве
Матильда де Браоз является одной из героинь романа Барбары Эрскин «Призрак страсти».